# Andrzej Ciołek (biskup płocki)
Andrzej herbu Ciołek (ur. ?, zm. 2 maja 1261) – polski duchowny rzymskokatolicki, biskup płocki.

## Życiorys
Pochodził z mazowieckiej linii Ciołków, miał brata Hieronima.
Przed wyborem na biskupa był prepozytem płockiej kapituły katedralnej (1243) i kanclerzem książęcym. W 1254 papież Innocenty IV prekonizował go biskupem płockim. Był biskupem co najmniej od 8 maja 1254, gdy wziął udział w uroczystościach podniesienia relikwii św. Stanisława w Krakowie. Zmarł 2 maja 1261.